# 神辺バスストップ
神辺バスストップ（こうのえバスストップ）は、佐賀県鳥栖市神辺町（こうのえまち）の長崎自動車道上にあるバス停留所である。バス事業者の間では、高速鳥栖神辺（こうそくとすこうのえ）という名称が使われており、一般的にはこの通称名で呼ばれている。
鳥栖市街地に最も近い高速道路上のバスストップである。

## 停車する系統および隣接停留所
| 路線愛称   | 運行会社   | 下り線側方面                                           | 上り線側方面                                 |
| ---------- | ---------- | ------------------------------------------------------ | -------------------------------------------- |
| わかくす号 | 西日本鉄道 | 高速神埼・佐賀（佐賀駅バスセンター・佐賀第二合同庁舎） | 高速基山・福岡（西鉄天神高速バスターミナル） |
|            | 西日本鉄道 | 高速神埼・佐賀 吉野ヶ里遺跡前・佐賀                    | 高速基山・福岡空港                           |

## 乗り換え
- 西鉄バス佐賀「門前」バス停(約500m)